# Василий (Димопуло)
Архимандри́т Васи́лий (греч. Αρχιμανδρίτης Βασίλειος, также Василий Ватопедский, греч. Βασίλειος Βατοπεδινός, в миру Васи́лиос Димо́пулос, греч. Βασίλειος Δημόπουλος, русифицированная форма Димо́пуло; 1867, деревня Агия-Марина, Локрида, Королевство Греция — 4 сентября 1934, Москва, СССР) — архимандрит Константинопольского патриархата, настоятель Константинопольского подворья в Москве, представитель патриарха Константинопольского (1923—1932), затем также патриарха Александрийского в Москве (1932—1934). Через него осуществлялись контакты восточных патриархов с церковными организациями и органами власти в СССР, в частности, переписка нескольких предстоятелей Константинопольского патриархата с лидерами «обновленчества» в СССР.

## Биография
Родился в 1867 году в деревне Агия-Марина в исторической области Локрида в Греции (ныне Αγία Μαρίνα Λοκρίδος Φθιώτιδας в периферийной единице Фтиотида в Центральной Греции).
В 1886 году поступил в Ватопедский монастырь на Афоне, где в 1893 году был пострижен в монашество.
Приходился племянником Иакову (Димопуло), который также был монахом монастыря Ватопед, в 1894 году возведённым в сан архимандрита и назначенным настоятелем Константинопольского подворья в Москве, расположенного при храме Преподобного Сергия Радонежского в Крапивниках. В том же году Василий был рукоположён в сан иеродиакона и отправился вслед за дядей в Москву.
15 февраля 1907 года был рукоположён в сан иеромонаха. Имел должность саккелиона Сергиевской церкви в Крапивниках. После кончины архимандрита Иакова (15 января 1924 года), в феврале того же года был назначен представителем Константинопольского патриарха в СССР, возведён в сан архимандрита и назначен настоятелем Сергиевского храма в Крапивниках.
После поражения Греции в войне с кемалистским режимом (1922), последовавшего принудительного выселения греческого населения из Анатолии и установления в новой республиканской Турции националистического режима, находившегося в то время в дружеских отношениях с правительством РСФСР и СССР, Константинопольский патриархат оказался в новой для себя ситуации, когда его статус не был вполне гарантирован ни международным правом, ни правительством Турции, которое вплоть до 1923 года открыто стремилось к его выдворению из Константинополя (Турции). Тем временем, в Советской России с мая 1922 года имела место церковная смута, вследствие инспирированного властями раскола Русской православной церкви в целях её ослабления и последующего полного уничтожения. В таких сложных и противоречивых условиях представитель Константинпольского патриарха в Москве поддерживал связи и с «обновленческой» юрисдикцией, которая в 1922—1923 годы была наибольшей по числу епископов православной ориентацией (юрисдикцией) в СССР и имела официальное признание со стороны органов государственной власти, и со «староцерковной» структурой, до апреля 1925 года возглавлявшейся патриархом Московским и всея России Тихоном.
23 марта 1924 года вместе с представителем патриарха Александрийского архимандритом Павлом (Катаподисом) посетил председателя обновленческого Синода митрополита Евдокима (Мещерского), с которым обсудил вопросы, касавшиеся направления делегатов от Русской церкви на запланированный на 1925 год Вселенский собор в Иерусалиме, а также содействия в возвращении конфискованного советскими властями Константинопольского подворья в Москве. Стороны нашли полное взаимопонимание, и 6 ноября того же года архимандриты Василий и Павел стали почётными членами обновленческого Синода.
По утверждению обновленческой прессы, он переосвящал «тихоновские» церкви для обновленцев, поддерживая только с ними евхаристическое общение.
1 июня в газете «Известия ЦИК» была опубликована статья под заголовком «Вселенский патриарх отстранил бывшего патриарха Тихона от управления Российской церковью», где сообщалось:

Московский представитель вселенского патриарха архимандрит Василий Димопуло сообщил представителю РОСТа следующее: «Мною только что получено из Константинополя сообщение о том, что Константинопольский патриарший синод под председательством Вселенского патриарха Григория VII вынес постановление об отстранении от управления Российской Православной Церковью патриарха Тихона, как виновного во всей церковной смуте. Постановление это вынесено на заседании синода при Вселенском патриархе 6 мая и принято единогласно». По словам архимандрита Василия это постановление является результатом неоднократных советов со стороны восточных патриархов и, в частности, сербского патриарха. Вместе с тем, Константинопольский патриарх посылает в Москву авторитетную комиссию из виднейших восточных иерархов для ознакомления с делами Российской Православной Церкви… Одновременно Вселенский патриарх признал [обновленческий] российский синод официальным главою Российской Православной Церкви и запретил в священнослужении иерархов, бежавших из России в эмиграцию, во главе с Антонием Храповицким. Все эти иерархи предаются церковному суду.
6 июня патриарх Тихон получил письмо архимандрита Василия с приложением выписок из протоколов заседаний Константинопольского синода от 1 января, 17, 30 апреля и 6 мая 1924 года, из которых следовало, что Григорий VII, «изучив точно течение русской церковности и происходящие разногласия и разделения, для умиротворения дела и прекращения настоящей аномалии» решил послать в Москву, приняв во внимание исключительные обстоятельства и примеры прошлых времён, «особую миссию, уполномоченную изучать и действовать на месте на основании и в пределах определённых инструкций, согласных с духом и преданиями Церкви». В инструкции для членов комиссии Григорий VII выразил пожелание, чтобы патриарх Тихон «ради единения расколовшихся и ради паствы пожертвовал Собою, немедленно удалившись от управления Церковью». В ответном послании Григорию VII от 18 июня патриарх Тихон отверг эти советы. После этого письма патриарх Григорий VII фактически прервал общение с патриархом Тихоном и в дальнейшем переписывался только с обновленческим Синодом. 27 мая патриарх Константинопольский издал окружное послание, в котором объявлял о созыве в 1925 году Всеправославного собора, приуроченного к 1600-летию I Вселенского собора. В июне 1924 года обновленцы провели в 1-м Доме Советов так называемое Великое предсоборное совещание. В его заседании, проходившем под председательством митрополита Евдокима, приняли участие московские представители Константинопольского и Александрийского патриархатов. Почётным председателем совещания был избран патриарх Григорий VII, который, согласно обновленческим и советским источникам, приветствовал собрание особым посланием.
В июле 1924 года архимандрит Василий обратился от имени патриарха Григория VII и «всего Константинопольского пролетариата» ко главе секретариата по делам культов при Президиуме ЦИК СССР Петру Смидовичу: «Одолев своих врагов, победив все препятствия, окрепнув, Советская Россия может теперь откликнуться на просьбы пролетариата Ближнего Востока, благожелательного к ней, и тем ещё больше расположить к себе. В Ваших руках, тов. Смидович, сделать имя Советской России ещё более популярным на Востоке, чем оно было ранее, и я горячо прошу Вас, окажите Константинопольской Патриархии великую услугу, как сильное и крепкое правительство могущественной державы, тем более что Вселенский Патриарх, признаваемый на Востоке главой всего православного народа, ясно показал своими действиями расположение к советской власти, которую он признал». Смидович не без оснований докладывал Сталину: «В Москве проживает официальный представитель „Вселенского патриарха“ архимандрит Димопуло. Эту связь мы использовали для пользы дела».
Обновленцы высоко оценивали деятельность архимандрита Василия, обратившись к нему со следующим отношением: «Постановлением Священного Синода РПЦ от 8 мая 1925 года вы, ваше высокопреподобие, за вашу преданность Священному Синоду и за установление тесного канонического общения последнего с Вселенской патриархией награждены бриллиантовым крестом для ношения на клобуке».
Новый патриарх Константинопольский Константин вскоре после выборов объявил о созыве в день Пятидесятницы 1925 года в Иерусалиме Вселенского собора, который, однако, не состоялся. В начале 1925 года архимандрит Василий (Димопуло) передал обновленческому Синоду составленную в Константинополе «Программу работ будущего Вселенского Собора». Патриарх Василий III также признал обновленческий Синод, но отказался лично прибыть в СССР. Обновленцы заочно объявили Василия III «Почётным Председателем Президиума Собора». В октябре 1925 года представитель патриарха Константинопольского в Москве архимандрит Василий (Димопуло) участвовал в работе так называемого «Третьего Поместного Собора на территории СССР» (второго обновленческого Собора), войдя в его президиум, как и представитель патриарха Александрийского архимандрит Павел (Катаподис).
После возникновения в конце декабря 1925 года в Москве григорианского раскола архимандрит Василий проявил интерес и к нему. Подобно обновленцам, ВВЦС объявил, что «заботится об установлении общения с православными Восточными Патриархами».
Не все верили в подлинность прообновленческих грамот Константинопольской патриархии, считая, что их автор — архимандрит Василий (Димопуло). Так, епископ Мариупольский Антоний (Панкеев), писал: «Грамоты патриарха Василия III московского происхождения, сочиняются Димопуло, он же Дурепопуло и Лестипопуло, по принципу: „вера без денег… мертва“». Однако вплоть до смерти в 1934 году архимандрит Василий состоял на своей должности, и, как отмечает историк Михаил Шкаровский, документально неизвестно, чтобы кто-нибудь из Константинопольских Патриархов выразил ему порицание за «самодеятельность» по отношению к обновленцам. Таким образом, «если архимандрит что-то и „сочинил“, то в пределах дозволенного».
20 октября 1926 года разослал греческим приходам на территории СССР циркуляр с требованием держаться обновленческой юрисдикции: «Во избежание на будущее время грустных недоразумений, предупреждаю всех настоятелей и общины греческих храмов помнить, что и храмы и имущество, составляющие народное достояние СССР, даны Правительством СССР во временное пользование, и при нарушении взаимной связи с Священным Синодом и уклоне в лагерь староцерковников, как ярко политический, тем самым наводят на себя нежелательные тени политиканства, против которого восстает и сам Вселенский Патриарх».
В мае 1928 года посетил «III Поместный Священный Собор Украинской Православной Автокефальной Церкви» и был избран почётным членом его президиума.
Известно, что в феврале 1929 года совершал торжественные богослужения в обновленческих храмах Ленинграда, призывая верующих объединяться вокруг обновленческого Священного синода в связи с подготовкой ко Вселенскому собору.
В июне 1931 года пригласил от имени Вселенского патриарха Фотия II на Просинод (Предсоборное совещание) двух представителей от Русской церкви (по одному от патриаршей церкви и обновленцев): «Пусть будет послан один отдельный представитель от каждой части, чтобы пред лицом всей целокупности Православных Церквей он предложил все необходимое осведомление и путём общего усилия, содействием всех братских церквей, было достигнуто, с Божией помощью, восстановление мира и единства Святой Русской Церкви и эта Церковь таким способом приняла бы участие в общем Просиноде». Митрополит Сергий отказался посылать своего представителя, о чём 12 апреля 1932 года известил архимандрита Василия, а 13 апреля и самого патриарха Фотия.
В 1932 года его представительские обязанности расширились, о чём он 20 марта официально сообщил митрополиту Сергию: «Имею честь довести до сведения вашего высокопреосвященства, что его Святейшество Александрийский патриарх Мелетий уполномочил меня быть своим представителем в СССР по всем церковным делам, касающимся Александрийского Патриаршего трона, что засвидетельствовано в высших советских органах». Временный патриарший Священный синод при митрополите Сергии вынес по этому поводу 24 марта постановление: «Означенное отношение представителя Вселенского Патриарха принять к сведению».
После «великого перелома» отношение советской власти к обновленцам изменилось, и началось движение к уже полной ликвидации в Советском Союзе вообще всех церковных структур, в том числе и обновленцев. Уже не шла речь о возвращении здания Константинопольскому представительству, уже очевидно, что никаких контактов и делегаций оттуда сюда и отсюда туда допущено не будет. В связи с этим активность Димопуло стремительно угасала. Архимандрит Василий пребывал в унылом настроении, а его начальство в Стамбуле проявляло недовольство тем, что он недостаточно активен.
По воспоминаниям Михаила Губонина, «в храм Сергия в Крапивках (в Крапивенском переулке, соединяющем Петровку с проездом Петровского бульвара) при бывшем подворье Вселенской Патриархии в Москве молиться никто не ходил; народ считал о. Василия „красным“, то есть обновленцем-раскольником, а его всегдашние резкость и грубость в обращении с людьми окончательно отталкивали от него. Кажется, он был неплохой выпивоха, во всяком случае, всегда казался несколько „под мухой“ или, выражаясь деликатнее, — „а бон кураж“. […] Таков был почтенный полпред в России „Кир-кир“ Вселенского Патриарха, известный всей церковной Москве 1920-х годов „сакеллион Василий“».
Скончался 4 сентября 1934 года. Заупокойная лития и отпевание были совершены в храме Преподобного Сергия, что в Крапивенском переулке. Погребён на Ваганьковском кладбище. Могила не сохранилась.
После смерти архимандрита Василия преемник на его место назначен не был. Организовать назначение его преемника Константинопольская патриархия не смогла, так как советское руководство так и не дало на это «добро». По мере ужесточения гонений на церковь в СССР вопрос о взаимоотношениях с Восточными патриархами и для Московской патриархии, и для обновленцев становился всё менее актуальным. О каких-либо контактах с Востоком российских церковных кругов во вторую половину 1930-х годов не известно.